# Diomira
Diomira  è un nome proprio di persona italiano femminile.

## Varianti
- Femminili: Deomira[1], Dionira[1]
- Maschili: Diomiro[1][3]

## Origine e diffusione
È un diverso adattamento italiano del nome di origine germanica Teodemaro, giuntoci tramite forme quali Diotmar, Diethmar e Diemer; è composto da þeud ("popolo") e meri ("famoso"), e significa quindi "popolo famoso" o "celebre fra il popolo".
Negli anni 1970 si contavano in Italia circa duemilaottocento occorrenze (tremila circa contando le varianti), diffuse principalmente al Nord e al Centro.

## Onomastico
Poiché non vi sono sante o beate di nome Diomira, l'onomastico si può festeggiare in concomitanza con quello di Teodemaro, cioè il 25 luglio, in ricordo di san Teodemaro, monaco e martire a Cordova.

## Persone

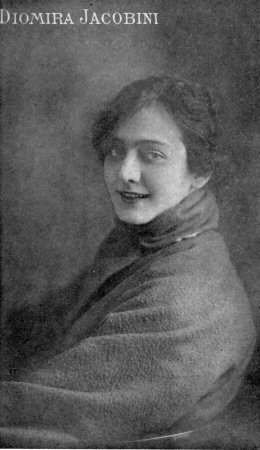
Diomira Jacobini

- Maria Diomira del Verbo Incarnato, religiosa italiana
- Diomira Allegri, religiosa italiana
- Diomira Jacobini, attrice italiana
- Diomira Magni, circense e cavallerizza italiana

### Variante maschile Diomiro
- Diomiro Cignaroli, scultore italiano

## Il nome nelle arti
- Diomira è un personaggio del romanzo di Alberto Moravia La vita interiore.
- Diomira è un personaggio del film del 1962 Anno 79: la distruzione di Ercolano, diretto da Gianfranco Parolini.
- Diomira è un personaggio del film del 2004 Vaniglia e cioccolato, diretto da Ciro Ippolito.
- Diomira è un personaggio della serie televisiva Sorellina e il principe del sogno.
- Diomira è il nome di una delle Città invisibili di Italo Calvino.